# Korakomuri
Korakomuri (en griego, Κορακομούρι) es un yacimiento arqueológico con restos de un santuario minoico. Está ubicado en el este de la isla de Creta (Grecia), en el municipio de Sitía y la unidad municipal de Itano. Está asociado a un yacimiento arqueológico más amplio denominado Kókino Frudi.
En este yacimiento arqueológico, situado en la cima de un monte de 189 m, se han encontrado restos de un santuario de montaña que estuvo en uso en el periodo minoico medio. Los hallazgos incluyen figurillas antropomórficas, figurillas de animales y piezas de cerámica. Sin embargo, no se han encontrado restos arquitectónicos ni guijarros como los de otros santuarios de montaña.